# Siegfried Flesch
Siegfried Friedrich Flesch, detto Fritz (11 marzo 1872 – 11 agosto 1939), è stato uno schermidore austriaco, vincitore di una medaglia di bronzo nella scherma ai giochi olimpici.